# Coyolxauhqui

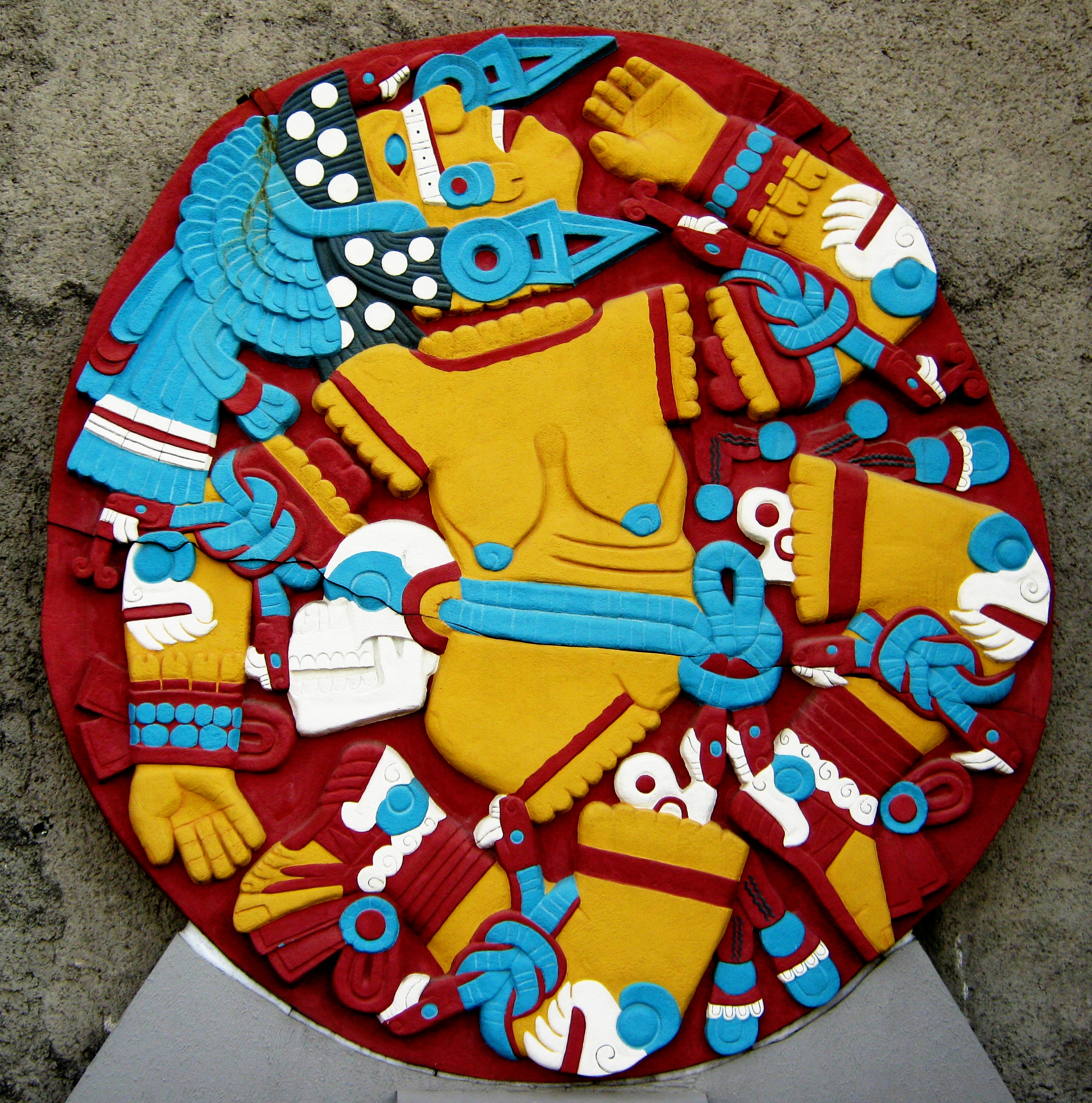
Reconstitution des couleurs originelles du monolithe de Coyolxauhqui, sur la base des analyses des résidus de peinture (musée du Templo Mayor).

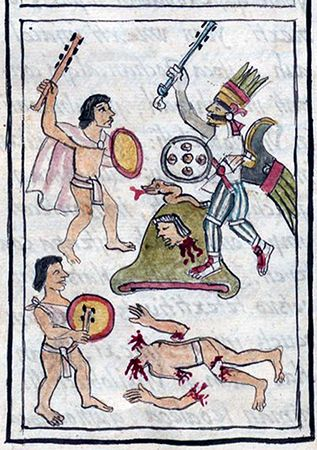
Représentation du mythe de la bataille de, lors de laquelle Huitzilopochtli aurait démembré Coyolxauhqui à l'aide du Xiuhcoatl (Codex de Florence).

Coyolxauhqui ([kojoɬˈʃaːʍki], « celle qui a des grelots peints sur le visage » en nahuatl), est la déesse de la lune chez les Aztèques. Elle est la fille de Coatlicue, associée à la lune, elle était la sœur guerrière de Huitzilopochtli. On dit qu'elle avait dressé les étoiles contre sa mère en apprenant que celle-ci était enceinte.
Selon Bernardino de Sahagun, un jour que la pieuse Coatlicue faisait pénitence en balayant dans un temple, une balle de plumes lui tomba sur la poitrine et quelque temps plus tard, sa fille s'aperçut que sa mère était enceinte. Furieuse et croyant au déshonneur de sa mère, Coyolxauhqui poussa ses quatre cents frères, les Centzon Huitznahua à décapiter leur mère. C'est alors qu'Huitzilopochtli naquit, sortant tout armé et peint en bleu du ventre de sa mère. Il tua et démembra Coyolxauhqui avec le xiuhcoatl. Ensuite il poursuivit ses frères et les tua presque tous. 

## Archéologie
Le 21 février 1978, les fouilles du site archéologique du Templo Mayor de Mexico-Tenochtitlan ont mis au jour un grand monolithe circulaire d'un diamètre compris entre 3,04  et   3,25 m,, sur une face duquel est sculpté un bas-relief représentant Coyolxauhqui démembrée. Il est exposé au musée du Templo Mayor.